# Ibn Junis
Abu'l Hasan Ali ibn abi Said Abd ar-Rahman ibn Ahmad ibn Junis al-Sadafi (arabsko ابن يونس), arabski astronom in matematik, * 950, Egipt, † 31. maj 1009, Kairo.

## Življenje in delo
Ibn Junis je znal razčleniti produkt dveh kosinusov. Po svoje je zapisal in dokazal enačbo, ki jo danes zapišemo:
{\displaystyle \cos \alpha \cos \beta ={\frac {1}{2}}\left[\cos(\alpha +\beta )+\cos(\alpha -\beta )\right]\!\,}
in jo izračunamo iz adicijskega izreka. Pri računanju leg planetov jo je uporabljal de Brahe.
Ko je po Abul Vefovi smrti začelo znanstveno delo v Bagdadu hitro popuščati, se je na novo razživelo v Kairu, glavnem mestu egiptovskega kalifata Fatimidov. Na hribu Aljorefu so zgradili observatorij in ustanovili veliko knjižnico po vzoru stare aleksandrijske. Junis je tukaj dosegel pomembne rezultate pri računanju Sončeve paralakse in gibanja Lune in planetov. Okoli leta 1005 je sestavil nove zelo natančne tabele za izračun leg planetov v astronomskem delu Hakimske tabele (az-Zidž al-Kabir al-Hakimi), posvečene kalifu al-Hakimu. To delo je služilo vsem kasnejšim srednjeveškim astronomom. V njem je navedel 50 ohranjenih zapisov arabskih astronomov o Sončevih mrkih. Opisal je 40 planetnih konjunkcij in 30 Luninih mrkov.
Današnje znanje leg planetov potrjuje, da je njegov opis in računanje razdalje na 1/3 stopinje dejansko točno. Newcomb je menil, da so Ibn Junisova opazovanja konjunkcij in mrkov dovolj zanesljiva, in jih je uporabil pri svoji lunarni teoriji za določevanje sekularnega pospeška Lune. Druga Ibn Junisova opazovanja so vplivala tudi na Laplaceovo delo o nagibu Zemljine vrtilne osi glede na ekliptiko ter o Jupitrovih in Saturnovih motnjah. Ibn Junis je opravil več kot 10.000 vnosov navidezne lege Sonca s pomočjo velikega astrolaba s premerom skoraj 1,4 metra.
Zapisal je tudi prve trigonometrične tabele z vrednostmi kotnih funkcij z razmikom 10".

## Priznanja
Poimenovanja
Po njem se imenuje krater Ibn Junis (Ibn Yunus) na Luni.
1. 1 2  MacTutor History of Mathematics archive — 1994.
2. ↑  Gran Enciclopèdia Catalana — Grup Enciclopèdia, 1968.